# Фльоренця (Серпецький повіт)
Фльоренця (пол. Florencja) — село в Польщі, у гміні Мохово Серпецького повіту Мазовецького воєводства.
Населення — 89 осіб (2011).
У 1975-1998 роках село належало до Плоцького воєводства.

## Демографія
Демографічна структура станом на 31 березня 2011 року:
|          | Загалом | Допрацездатний вік | Працездатний вік | Постпрацездатний вік |
| -------- | ------- | ------------------ | ---------------- | -------------------- |
| Чоловіки | 52      | 10                 | 39               | 3                    |
| Жінки    | 37      | 7                  | 20               | 10                   |
| Разом    | 89      | 17                 | 59               | 13                   |